# Little Children
Little Children (titulada como Juegos secretos en España y Secretos íntimos en Argentina y Venezuela) es una película dramática de 2006 dirigida por Todd Field, basada en la novela Juegos de niños, de Tom Perrotta, quien escribió el guion junto a Field. Fue protagonizada por Kate Winslet, Patrick Wilson, Jennifer Connelly, Jackie Earle Haley, Noah Emmerich, Gregg Edelman, Phyllis Somerville y Will Lyman. La música original corrió a cargo de Thomas Newman. La película se estrenó en la gala número 44 del Festival de Cine de Nueva York.

## Argumento
Sarah Pierce (Kate Winslet), ama de casa y madre de Lucy, vive en un suburbio de la clase media alta de Boston. Está casada con Richard Pierce (Gregg Edelman), empresario exitoso pero no tan cercano a ella, quien está secretamente obsesionado con una estrella de cine porno en Internet. Sarah se refiere a su hija, Lucy, como una "persona pequeña incognoscible" y se siente fuera de lugar alrededor de las otras madres en un parque local.
Brad Adamson (Patrick Wilson) es un exjugador de fútbol americano y que está casado con Kathy (Jennifer Connelly), directora de documentales. La pareja tiene un hijo, Aaron (Ty Simpkins). Brad está deprimido y frustrado, ya que no tiene trabajo y su esposa es el sostén de la familia, mientras él se queda en el hogar como amo de casa y niñero de su hijo. Cada noche, deja su casa con el pretexto de ir a la Biblioteca a estudiar, pero en realidad se queda mirando a los patinadores en un parque cercano. Se une a un equipo de fútbol de policías a instancias de su amigo, Larry Hegdes (Noah Emmerich), un exoficial de policía.
Sarah y Brad se conocen en el parque del barrio, donde Sarah sugiere que se abracen para asombrar a las madres que pasaban por allí. Brad la besa, y aunque ella está sorprendida, es evidente que Brad y Sarah se sienten atraídos. A lo largo de varias visitas a la piscina local, Sarah y Brad y sus respectivos hijos van conociéndose. Un día, Brad, Sarah y los niños se van de la piscina debido a una tormenta, y se apuran en llegar a la casa de Sarah. Brad y Sarah tienen un momento a solas en el cuarto de lavado, donde se besan y luego tienen relaciones sexuales.
Mientras tanto, Ronald "Ronnie" James McGorvey (Jackie Earle Haley), quien ha estado en prisión por exposición indecente a un menor, se ha mudado al vecindario para vivir con su madre. Larry lanza una campaña contra Ronnie, colgando carteles, destrozando su casa, acosándolo y casi agrediendo al hombre y a su madre. La madre de Ronnie (Phyllis Somerville) lo presiona para que se cite con una mujer, aunque él le dice que no desea mujeres de su misma edad. Finalmente, termina haciéndole caso a su madre. La cita termina bien, pero en el viaje de regreso él termina masturbándose en el auto de la chica mientras observa un parque de juegos infantiles cercano. Mientras ella llora, él le exige que se calle.
Sarah se pone más seria en su romance con Brad, llorando por no haber sido parte de su vida como lo es Kathy. Kathy, después de escuchar a Aaron hablar sobre su nueva amiga, Lucy, le anima a Brad a invitar a Sarah y Richard a cenar. En la cena, Kathy nota la tensión sexual entre Sarah y Brad y comienza a sospechar. Kathy envía a su madre a espiar a Brad durante el día y alejarlo de Sarah.
Durante varios días, Brad y Sarah apenas mantienen contacto, debido a la vigilancia de la madre de Kathy. Una noche, después de una victoria de fútbol, Brad se encuentra con que Sarah ha ido a ver el partido y hacen el amor en la cancha. Luego, Brad le pide a Sarah que huya con él; los dos acceden en encontrarse en el parque local a la noche siguiente. Mientras, un Larry borracho se dirige a la casa de McGorvery y lo acosa, usando un megáfono para despertar a todo el vecindario. Cuando la señora McGorvey trata de detenerlo, Larry la empuja. Ella comienza a tener un ataque al corazón, y fallece más tarde en el hospital. Ronnie se siente abrumado al perder a la única persona que lo amaba, y hace un alboroto en la casa, llorando histéricamente.
Mientras tanto, Sarah hace un bolso a toda prisa y lleva a Lucy al parque para esperar a Brad. Brad se despide de su hijo y recoge algunas pertenencias. En el camino al parque, es atraído por los patinadores. Los patinadores lo retan a que salte con la patineta sobre una barandilla de una escalera rota. Brad no puede resistirse y termina por lastimarse. Sarah ve que Ronnie está entrando al parque y deja a Lucy para tratar de ayudarlo. Durante la conversación, Lucy se desvía, lo que asusta a Sarah y se da cuenta de que dejar a Richard sería un error terrible. Una vez que encuentra a Lucy, Sarah llora abrazando a su hija y regresa a su casa. Brad es llevado al hospital y le pide a un policía que llame a su esposa.
Larry va al parque para encontrar a Ronnie y se disculpa por haberlo acosado. Al darse cuenta de la herida de Ronnie, se horroriza al descubrir que Ronnie se ha castrado a sí mismo. Preso del pánico, Larry recoge a Ronnie y lo lleva al hospital. Llegan justo cuando Kathy encuentra la ambulancia de Brad en las puertas de la sala de emergencias.
Al final, Sarah, arrepentida, aparece durmiendo junto a Lucy en su casa, y la voz del narrador dice: "No se podía cambiar el pasado. Pero el futuro puede ser una historia diferente. Y tenía que comenzar en algún lugar."

## Reparto
Personajes principales:
- Kate Winslet como Sarah Pierce.
- Patrick Wilson como Brad Adamson.
- Jennifer Connelly como Kathy Adamson.
- Jackie Earle Haley como Ronald James McGorvey.
- Noah Emmerich como Larry Hedges.
- Gregg Edelman como Richard Pierce.
- Phyllis Somerville como Mae McGorvey.
- Sadie Goldstein como Lucy Pierce.
- Ty Simpkins como Aaron Adamson.
- David Gallagher como David

Personajes secundarios:
- Helen Carey como Jean.
- Catherine Wolf como Marjorie.
- Mary B. McCann como Mary Ann.
- Trini Alvarado como Theresa.
- Marsha Dietlein como Cheryl.
- Jane Adams como Sheila.
- Raymond J. Barry como Bullhorn Bob.
- Rebecca Schull como Laurel.
- Sarah Buxton como Slutty Kay.
- Will Lyman como Narrador (sin créditos).

## Producción
Para esta película, el director Todd Field y el novelista Tom Perrotta intentaron tomar la historia en una dirección independiente y un tanto diferente al de la novela. "Cuando Todd y yo comenzamos a hacer el guion, esperábamos hacer un nuevo material, en lugar de reproducir simplemente el libro en forma de película," dijo Perrotta.

## Críticas
Las críticas de la película fueron generalmente positivas. Basado en 157 comentarios recogidos por Rotten Tomatoes, el 80% de las críticas le dieron a Little Children una crítica positiva, con una calificación promedio de 7.4/10. A. O. Scott de The New York Times dijo: "El señor Field muestra ser uno de los mejores cineastas estadounidenses literarios. En muchas películas recientes la inteligencia no se valora como debería, y es esa cualidad - incluso más que su gran belleza - lo que distingue a Little Children de sus pares. Una película que es un reto, accesible, y difícil dejar de pensar en ella." Scott luego colocó a Little Children en el lugar noveno de su lista de las 10 películas del 2006.
Carina Chocano, de Los Angeles Times, dijo: "Little Children es una de esas raras películas que trasciende su material de origen. Está firmemente enraizada en el presente y en nuestro marco actual de mente - un tiempo y estado de ánimo que pocos artistas han mostrado interés en explorar a fondo-; la película es una de las pocas en que puedo pensar que examina la combinación desconcertante de la autocomplaciencia, la abnegación, la deferencia ceremonial y el estado de ansiedad que caracteriza a la clase media en la generación X".